# Бандини, Уберто
Уберто Бандини (итал. Uberto Bandini; 28 марта 1860, Риети — 21 ноября 1919, Марианелла, ныне в составе Неаполя) — итальянский пианист, композитор и музыкальный педагог.
Родился в семье инженера. Окончил лицей в Перудже, начал заниматься гармонией в этом городе под руководством Джованни Больцони. Затем поступил в Неаполитанскую консерваторию, где учился в классе вокала у Джузеппе Ломбардини и занимался контрапунктом под руководством Лауро Росси. Продолжил музыкальное образование в римской Консерватории Санта-Чечилия в классах Джованни Сгамбати (фортепиано) и Эудженио Терциани (композиция).
Дебютировал на концертной сцене Рима в 1880 году с серией концертов вместе с другим пианистом, своим соучеником Алессандро Коста, исполняя в том числе и собственные сочинения (включая написанные в соавторстве). Наряду с интересом к современной музыке дуэт Бандини и Коста внёс значительный вклад в пропаганду творчества Иоганна Себастьяна Баха, как собственными исполнениями, так и организацией концертов (так, на одном из концертов созданного ими Баховского общества в конце 1880 года впервые в Италии прозвучали отдельные номера из баховской Мессы си минор). Как композитор впервые привлёк к себе внимание симфонической фантазией «Элеонора» (1878), впервые исполненной в 1880 году в Турине и с успехом повторённой в 1881 году в Лондоне и Нью-Йорке. За нею последовал ряд других фортепианных и оркестровых сочинений.
В 1884 году занял место профессора композиции в Падуанской консерватории, в 1885—1887 гг. возглавлял её. В 1888—1891 гг. профессор гармонии в Миланской консерватории, с 1900 г. в Неаполитанской консерватории. Опубликовал учебники гармонии (1887) и контрапункта (1900), третий том, посвящённый композиции, так и не вышел.